# Desa Cibenda (administrativ by i Indonesien, lat -6,94, long 107,32)
Desa Cibenda är en administrativ by i Indonesien.   Den ligger i provinsen Jawa Barat, i den västra delen av landet, 100 km sydost om huvudstaden Jakarta.